# Фокс-Фарм-Колледж (Вайомінг)
Фокс-Фарм-Колледж (англ. Fox Farm-College) — переписна місцевість (CDP) в США, в окрузі Ларамі штату Вайомінг. Населення — 3876 осіб (2020).

## Географія
Фокс-Фарм-Колледж розташований за координатами 41°6′43″ пн. ш. 104°47′8″ зх. д. / 41.11194° пн. ш. 104.78556° зх. д. (41.112006, -104.785653).  За даними Бюро перепису населення США в 2010 році переписна місцевість мала площу 8,96 км², уся площа — суходіл. В 2017 році площа становила 7,88 км², уся площа — суходіл.

## Демографія
Згідно з переписом 2010 року, у переписній місцевості мешкало 3647 осіб у 1468 домогосподарствах у складі 858 родин. Густота населення становила 407 осіб/км².  Було 1589 помешкань (177/км²).
Расовий склад населення:
| - 84,9 % — білих - 2,0 % — чорних або афроамериканців - 1,6 % — корінних американців - 0,6 % — азіатів - 7,9 % — осіб інших рас |

До двох чи більше рас належало 2,9 %. Частка іспаномовних становила 19,8 % від усіх жителів.
За віковим діапазоном населення розподілялося таким чином: 23,6 % — особи молодші 18 років, 65,2 % — особи у віці 18—64 років, 11,2 % — особи у віці 65 років та старші. Медіана віку мешканця становила 32,8 року. На 100 осіб жіночої статі у переписній місцевості припадало 102,0 чоловіків;  на 100 жінок у віці від 18 років та старших — 100,9 чоловіків також старших 18 років.
Середній дохід на одне домашнє господарство  становив 49 760 доларів США (медіана — 37 107), а середній дохід на одну сім'ю — 50 043 долари (медіана — 38 314). Медіана доходів становила 25 625 доларів для чоловіків та 29 313 долари для жінок. За межею бідності перебувало 22,1 % осіб, у тому числі 28,0 % дітей у віці до 18 років та 10,8 % осіб у віці 65 років та старших.
Цивільне працевлаштоване населення становило 2066 осіб. Основні галузі зайнятості: роздрібна торгівля — 23,0 %, науковці, спеціалісти, менеджери — 14,7 %, освіта, охорона здоров'я та соціальна допомога — 13,1 %.